# Vortex (bande dessinée)
Pour les articles homonymes, voir Vortex.
Vortex est une série de bande dessinée française de science-fiction de Stan et Vince mise en couleurs par Florence Breton.

## Albums
- Stan, Campbell, Voyageur du temps, Delcourt, coll. « Neopolis » :

1. Campbell, Voyageur du temps 1, 1993  (ISBN 2-84055-015-6).
2. Campbell, Voyageur du temps 2, 1995  (ISBN 2-84055-041-5).

- Vince, Tess Wood, Prisonnière du futur, Delcourt, coll. « Neopolis » :

1. Tess Wood, Prisonnière du futur 1, 1993  (ISBN 2-84055-014-8).
2. Tess Wood, Prisonnière du futur 2, 1995  (ISBN 2-84055-042-3).

- Stan et Vince, Tess Wood & Campbell, Delcourt, coll. « Neopolis » :

1. Tess Wood & Campbell 3, 1995  (ISBN 2-84055-071-7)
2. Tess Wood & Campbell 4, 1996  (ISBN 2-84055-081-4).
3. Tess Wood & Campbell 5, 1996  (ISBN 2-84055-113-6).
4. Tess Wood & Campbell 6, 1999  (ISBN 2-84055-262-0)[1].
5. Tess Wood & Campbell 7, 1999  (ISBN 2-84055-279-5)[2].
6. Tess Wood & Campbell 8, 2000  (ISBN 2-84055-482-8).
7. Tess Wood & Campbell 9, 2003  (ISBN 2-84055-546-8).